# نادي ريجيانا 1919
آي سي نادي ريجيانا 1919 هو نادي كرة قدم إيطالي (يختلف عن نادي ريجينيا) تأسس عام 1919. محمد صلاح